# LADA Kalina
LADA Kalina (Ла́да Калина) — семейство российских автомобилей малого класса. Выпускалось с 2004 года по 2018 год. Первая серия LADA Kalina производилась с 2004 по 2013 год. Вторая — с 2013 по 2018 год. В 2011 году кузов типа седан получил отдельное имя — «Granta», а в 2018 году также были переименованы кузова типов хетчбэк и универсал.
Семейство моделей LADA Kalina построено на платформе «Гамма», и является последним, использующим её поколением ВАЗовских автомобилей. Внутризаводские индексы моделей — ВАЗ-1117 (универсал), ВАЗ-1118 (седан), ВАЗ-1119 (пятидверный хэтчбек), ВАЗ-2192 (хэтчбек II поколения), ВАЗ-2194 (универсал II поколения).

## История создания
Разработка нового после кузовов ВАЗ-2110/2111/2112 семейства началась в 1993 году: к тому же времени сформировался кузов автомобиля повышенной проходимости следующего поколения — «Лада Нива» ВАЗ-2123, в едином стиле с которым и были оформлены кузова родственного ему семейства «Лада Калина». В 1998 проектируемый автомобиль получил название «Лада Калина». Прототипы демонстрировались в 1999 — хетчбэк, в 2000 — седан и в 2001 — универсал. Предсерийные экземпляры из ОПП, созданные по обходным технологиям, имели раздельные передние фары от ВАЗ-1111 «Ока». К началу серийного производства была частично пересмотрена внешность кузова — особенно его передней части, получившей прозвище «смеющийся дельфин», в результате чего она приобрела более строгие формы. Нечто похожее на предсерийные образцы вернулось с обновлением внешности (рестайлингом) 2013 года. Автомобили данного поколения стали первыми, спроектированными при помощи компьютерных технологий, что помогло с пользой (оптимально) использовать доступное пространство, продиктованное габаритами кузова. Кузова данного семейства отличаются от прежних кузовов «Лада 110»/«111»/«112» большими округлостью и пространством над головой.

## Первое поколение

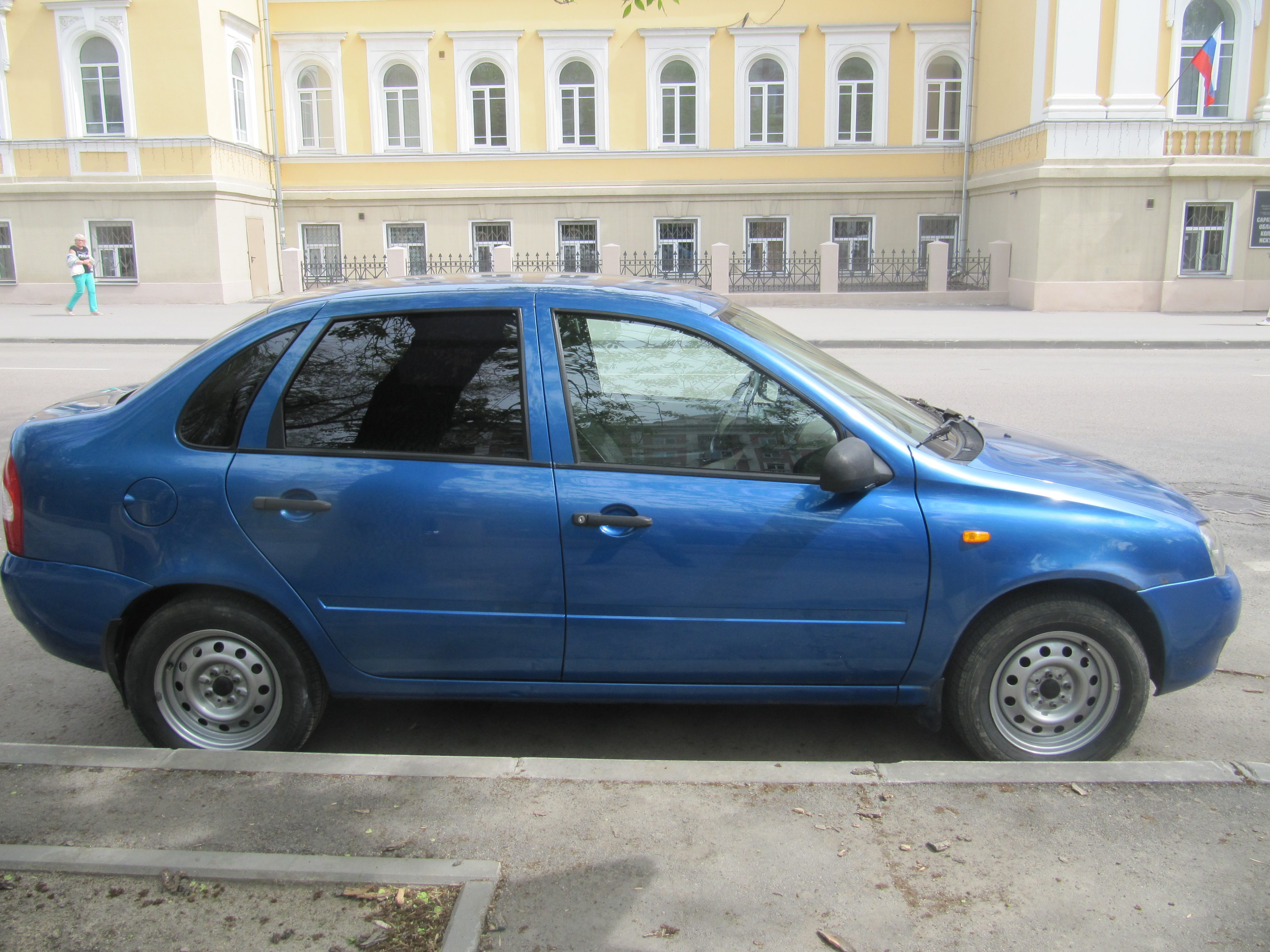
LADA Kalina в кузове седан (2004-2011)

18 ноября 2004 года началось производство автомобилей с кузовом седан, а 21 июля 2006 начата сборка хетчбэка ВАЗ-1119 (4 августа состоялась продажа первого автомобиля).
В июле 2007 года началось производство «Лады-Калины» с новым 16-клапанным двигателем объёмом 1,4 литра, а в сентябре того же года АвтоВАЗ приступил к выпуску модели с АБС. В 2007 году из-за дефекта в рулевой колонке пришлось отозвать 6200 автомобилей кузова седан, произведённых в декабре 2005 — январе 2006 (они были отремонтированы дилером АвтоВАЗа компанией «Брянск-Лада»).
Из-за дефекта литья картера рулевого механизма АвтоВАЗ отозвал 171 автомобиль модели LADA Kalina, которые были выпущены 24 — 25 мая 2006 года. Кроме того, АвтоВАЗ отзывал 8400 автомобилей LADA Kalina из-за дефектов опор двигателя. За два года было собрано 80 тысяч автомобилей, суточный темп сборки — 335 штук. В 2007 планировалось выйти на темп производства 145 тыс. в год.
В начале 2007 года запущен в производство последний автомобиль семейства — универсал ВАЗ 1117, а в сентябре того же года на всё семейство стали ставить двигатель объёмом 1,4 литра (ВАЗ-11194).

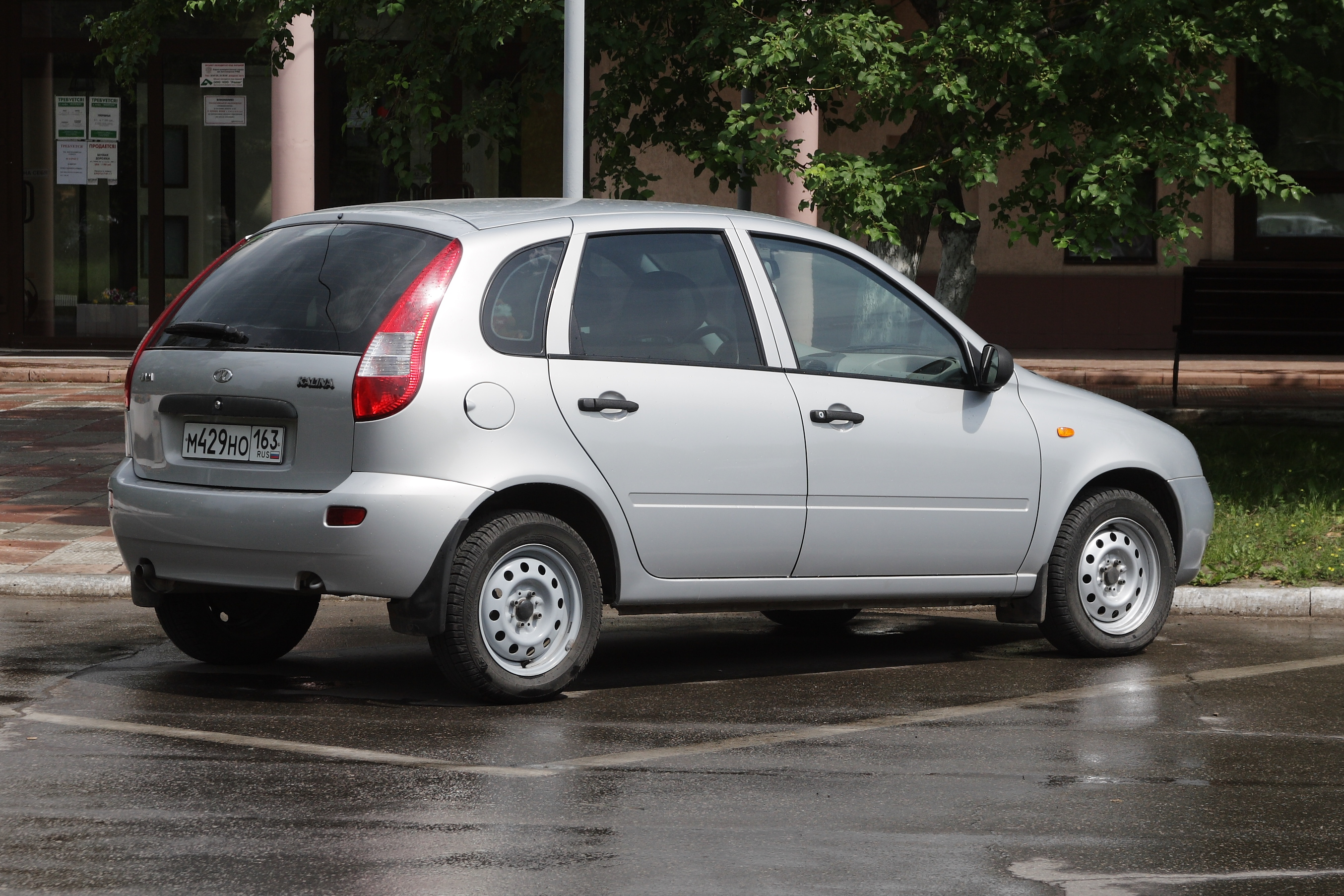
LADA Kalina в кузове хетчбек (2006-2013)

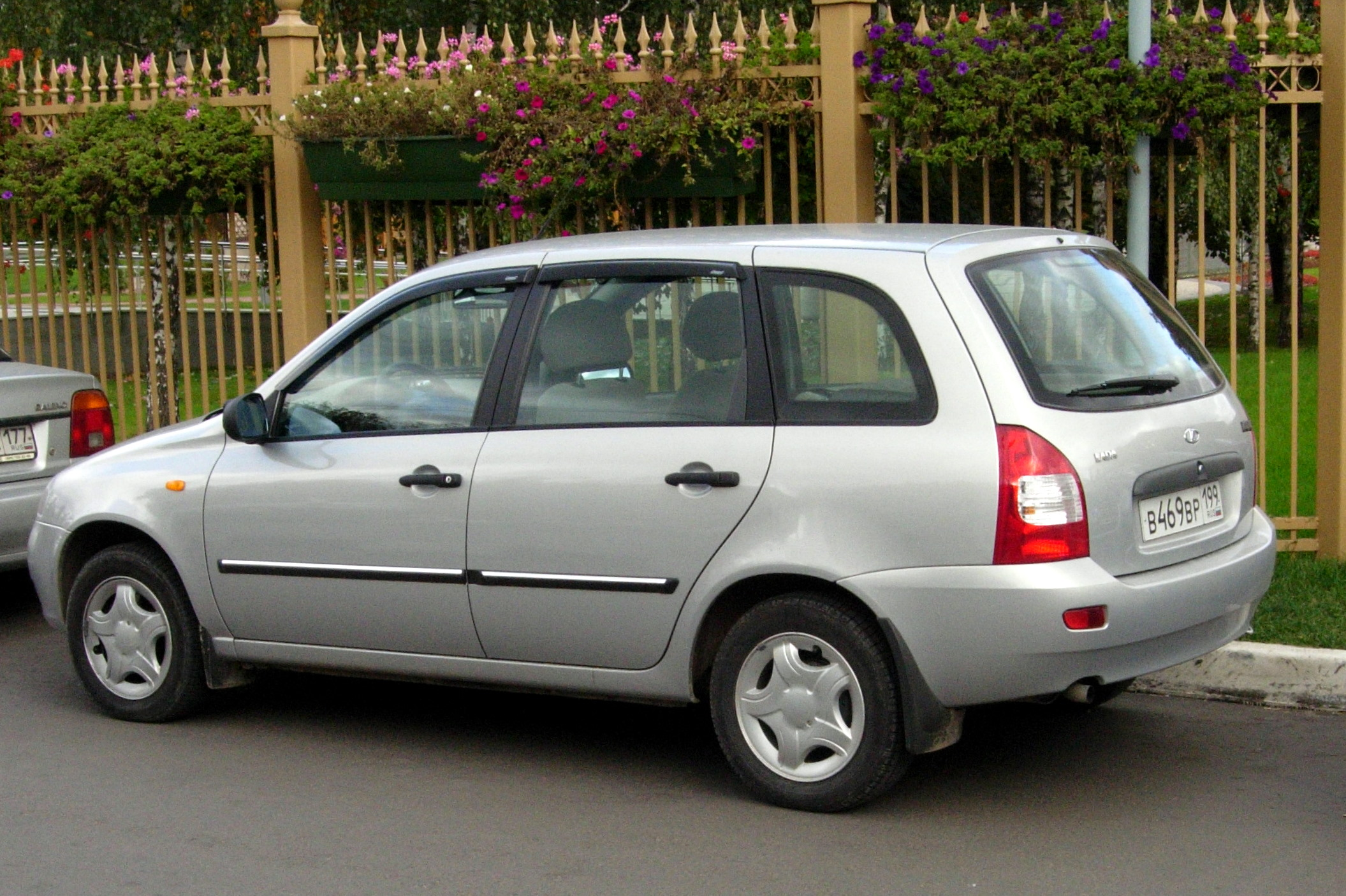
LADA Kalina в кузове универсал (2007-2013)

В мае 2007 года во время посещения АвтоВАЗа президент России Владимир Путин совершил пробную поездку на Ладе Калине на испытательном треке. По его словам, он сумел развить скорость 120 километров в час.
В 2008 году на базе хетчбэка ВАЗ-1119 была создана спортивная модификация Lada Kalina Sport, доступная с двигателями ВАЗ-11194 объёмом 1,4 л, и ВАЗ-21126 объёмом 1,6 л. Модель практически аналогична стандартной модели в исполнении «люкс», отличия лишь в оригинальных деталях: бампера, молдинги дверей, спойлер, насадка выхлопной трубы, шильдик на пятой двери «Kalina Sport», комбинация приборов с белыми шкалами и оранжевой подсветкой, тёмный салон, спортивные накладки педалей, передние кресла с выраженной боковой поддержкой, на передних креслах вышито Kalina Sport, оригинальные литые диски K&K (в том числе и для запасного колеса, тогда как в версии «люкс» запаска на штампованном диске).
По данным комитета автопроизводителей Ассоциации европейского бизнеса (АЕБ) за 2009 год, семейство LADA Kalina занимает 4 место в рейтинге самых популярных моделей в России. В 2009 году реализовано 60746 автомобилей.
В середине июля 2010 года в ходе конференции маркетологов АвтоВАЗа руководитель программы бюджетных автомобилей концерна Василий Батищев заявил, что помимо постоянной модернизации семейства LADA Kalina (в частности, в 2010 году в производство пошёл чёрный «базальтовый» интерьер, а часть комплектаций стали дополнять штатной аудиосистемой) завод к 2012 году готовит серьёзное обновление комплектаций и внешний рестайлинг для всего семейства.
1 мая 2011 года пресс-служба АвтоВАЗа заявила, что завод прекращает выпуск автомобиля LADA Kalina в кузове седан, заменив его новым бюджетным автомобилем Lada Granta.
За первые пять месяцев 2011 года (январь-май) LADA Kalina заняла первое место по количеству проданных в России автомобилей (59 249 штук). В декабре 2011 года АвтоВАЗ завершил перевод модельного ряда автомобилей Lada на экостандарт Евро-4.

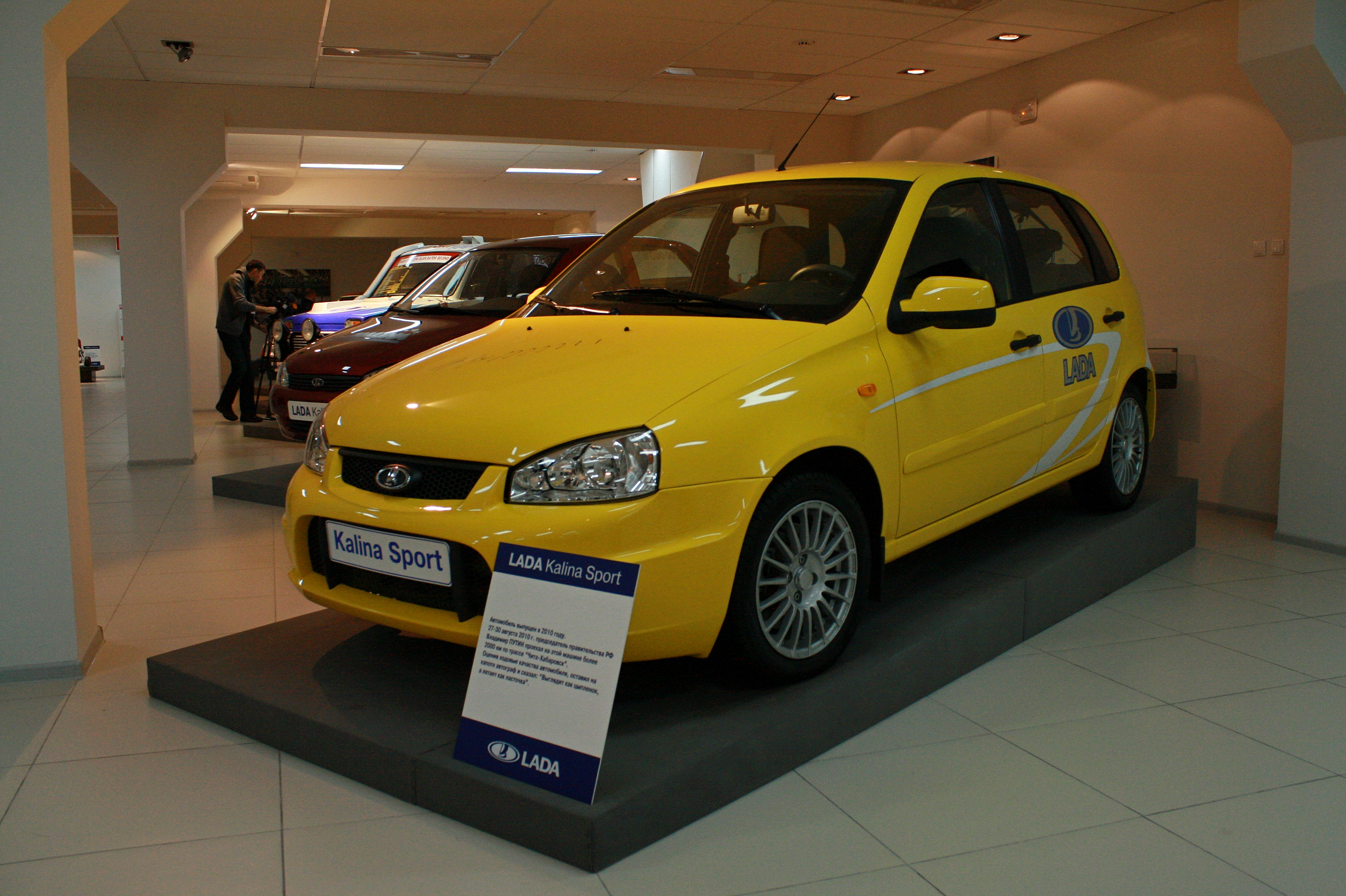
LADA Kalina Sport (2008-2014)

1 марта 2013 было прекращено производство «Лады-Калины» первой серии в кузове хетчбэк в связи с модернизацией конвейера для производства автомобиля второй серии. 1 июня 2013 года снят с производства универсал.

### Характеристики
Двигатель оснащён системой электронного управления впрыском топлива и зажиганием. Конструкция кузова автомобиля отвечает современным требованиям безопасности. За счёт длины, меньшей, чем у автомобилей семейства LADA Samara, ВАЗ-1119 обладает лучшей манёвренностью и в большей степени приспособлен к условиям движения в городской среде. В зависимости от комплектации, на автомобиль устанавливались антиблокировочная система тормозов (АБС), подушки безопасности водителя и переднего пассажира, кондиционер, электроусилитель руля. С начала 2011 года семейство LADA Kalina комплектовали электронной педалью газа «Е-газ».

### Комплектации
LADA Kalina выпускалась в пяти комплектациях:
- 1,6 л 8-клапанный мотор 11183, отвечающий стандартам «Евро-2, 3» (исполнение «норма»)
- 1,6 л 8-клапанный мотор 11183-50, отвечающий стандартам «Евро-4» (исполнение «норма»). Выпускался с 2011 г.
- 1,4 л 16-клапанный мотор 11194, отвечающий стандартам «Евро-3, 4» (исполнения «норма» и «люкс»)
- 1,6 л 16-клапанный мотор 21126, отвечающий стандартам «Евро-3, 4» (исполнение «люкс»). Выпускался с 16 ноября 2009 г.

### Нереализованные проекты модификаций семейства LADA Kalina
После неудачной попытки заменить автомобиль «Ока» в 2003—2006 году моделью ВАЗ-1121 АвтоВАЗ предпринял вторую (и последнюю) попытку в 2007 году. Предполагалось заменить «Оку» на 3-дверный хетчбэк A-класса на базе LADA Kalina.
Проект получил название ВАЗ-11174, а официальным названием стало LADA Kalina City. Автомобиль не получил особых изменений (80 % унификации с ВАЗ-1117). Но выпустить этот автомобиль так и не удалось. Потребительская ниша, которую занимал автомобиль «Ока», всё ещё свободна.

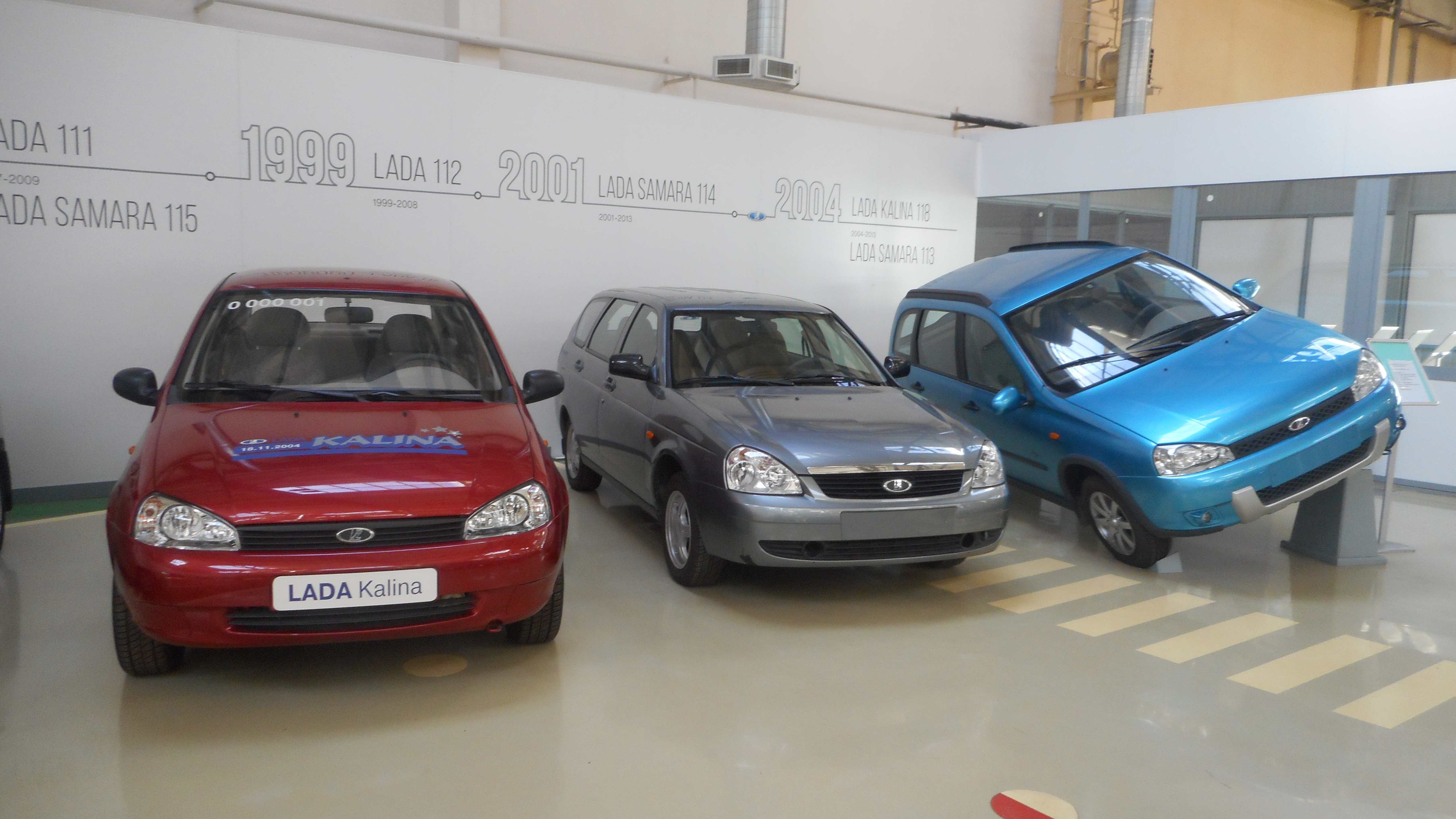
LADA Kalina 4x4 (справа)

Существовал проект компактного минивэна для семейства Lada Kalina, которому был присвоен индекс «ВАЗ-1120», но в серию он не пошёл.
Также существовал проект ВАЗ 1117 "Калина" в полноприводной модификации с разработанной специально для данного автомобиля собственной системой полного привода (в отличие от автомобилей 2109 и 2110 в модификации "Тарзан", для постройки которых использовался полный привод от автомобиля ВАЗ 2121 "Нива") и мотором объёмом 1.8л. Но, к сожалению, данный проект не вышел в серию и был закрыт на финальной стадии. Данную модификацию можно встретить в музее АвтоВАЗа.

## Второе поколение

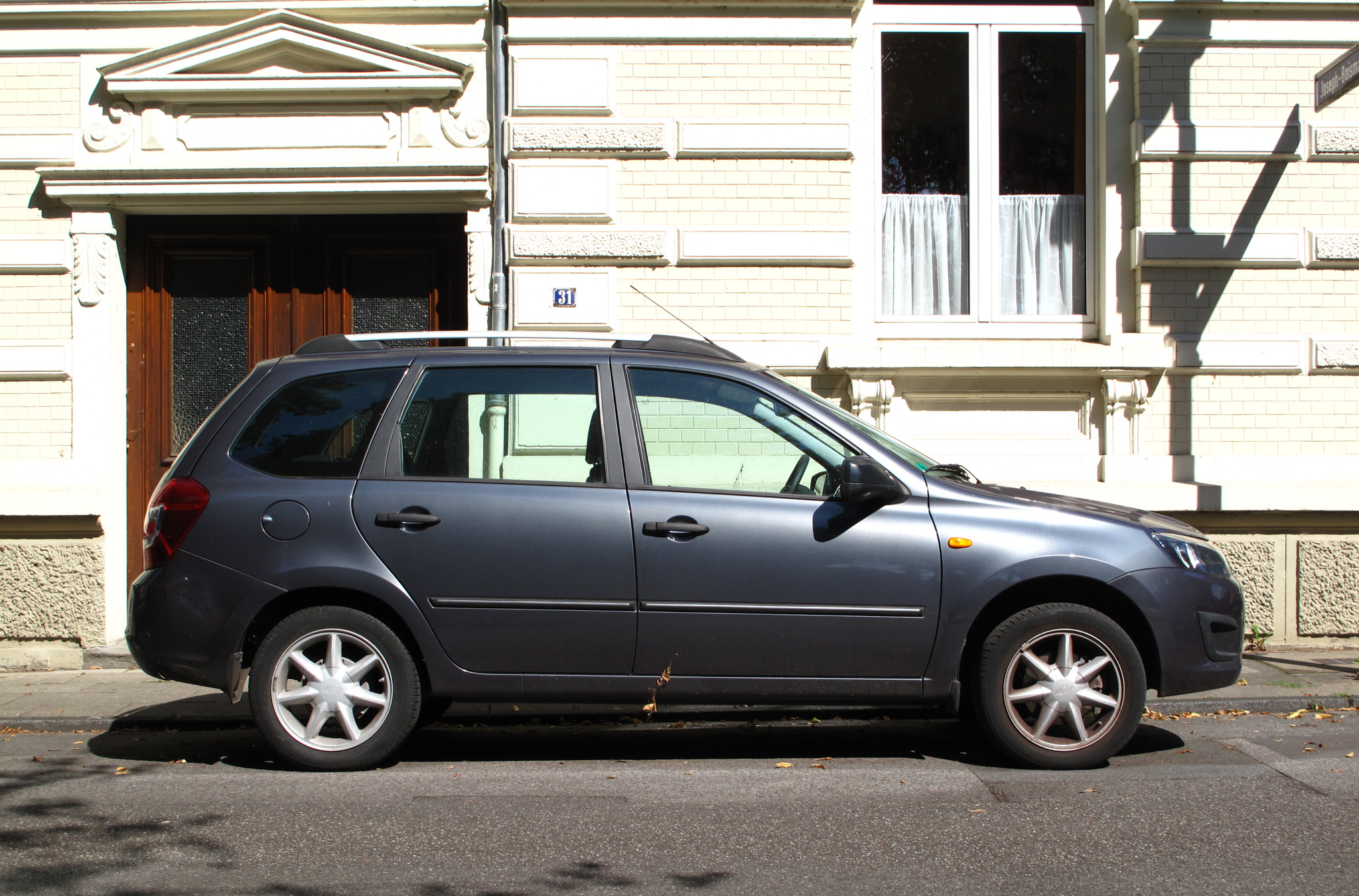
LADA Kalina 2 в кузове универсал (2013-2018)

Второе поколение LADA Kalina, выпускавшееся в кузовах хетчбэк и универсал, было представлено на московском автосалоне в августе 2012 года. Её производство началось 16 мая 2013 года.
В своей основе вторая серия несёт серьёзно модернизированный кузов первой серии, однако большинство технических решений перекочевало на Калину с Гранты, например, отрицательный развал колёс, рулевое управление, двигатели, силовая структура кузова. Калина комплектуется четырьмя типами двигателя — ВАЗ-11183 8 клапанов (82 л. с.)
переходная версия Калины спорт мало серийная.
двигателя — ВАЗ-11186 (87 л. с.), ВАЗ-21126 (98 л. с.) и ВАЗ-21127 (106 л. с.). Новый мотор ВАЗ-21127 — это усовершенствованная модификация 1,6-литрового 16-клапанного агрегата ВАЗ-21126. Характеристики двигателя были улучшены: мощность возросла с 98 до 106 лошадиных сил, крутящий момент увеличился со 145 до 148 Нм. Ну а главное отличие нового мотора от прежнего — это регулируемый впуск. На двигатель ВАЗ-21126 (98 л. с.) возможно установить четырёхступенчатую автоматическую коробку передач от фирмы Jatco, модель JF414E, которая перекочевала на Калину с Гранты. На остальных типах двигателя используется механическая коробка передач. МКПП также подверглась модернизации, рычажный привод переключения передач был заменён на тросиковый, вследствие чего снизилась вибрация на ручку КПП. Хетчбэк с мотором 1,6 л 106 л/с разгоняется до 100 км/ч за 11 с и имеет максимальную скорость 190 км/ч.
Автомобиль в базовой комплектации оснащался подушкой безопасности водителя, дневными ходовыми огнями и передними стеклоподъёмниками. В максимальную комплектацию Lada Kalina 2 входили: системы ABS+BAS, ESP и TCS, подушки безопасности пассажира, подогрев передних сидений, аудиосистема с сенсорным экраном, система навигации, кондиционер, климат-контроль, датчики дождя и света, расширенный пакет шумоизоляции.
В 2013 году «АвтоВАЗ» запустил производство самой доступной Lada Kalina 2 в кузове универсал. Данная версия оснащена подушкой безопасности водителя, электроусилителем руля и электрическими стеклоподъёмниками передних дверей, аудиоподготовкой и термопоглощающими стёклами. Под капотом автомобиля - новый 8-клапанный бензиновый двигатель объёмом 1,6 литра и мощностью 87 лошадиных сил с облегчённой шатунно-поршневой группой. Трансмиссия механическая пятиступенчатая с тросовым приводом. Отпускная цена универсала Lada Kalina — 330 500 рублей.
В 2014 году стартовало серийное производство универсала Lada Kalina Cross. Автомобиль отличается от обычного универсала молдингами, накладками на колёсных арках и порогах, вставками на панели приборов. Машина имеет более жёсткие стабилизаторы поперечной устойчивости, изменённые места крепления пружин и новые амортизаторы, вследствие чего её дорожный просвет увеличен на 23 мм. Также инженеры изменили передаточное отношение главной передачи в трансмиссии — оно составляет 3,9 вместо 3,7.

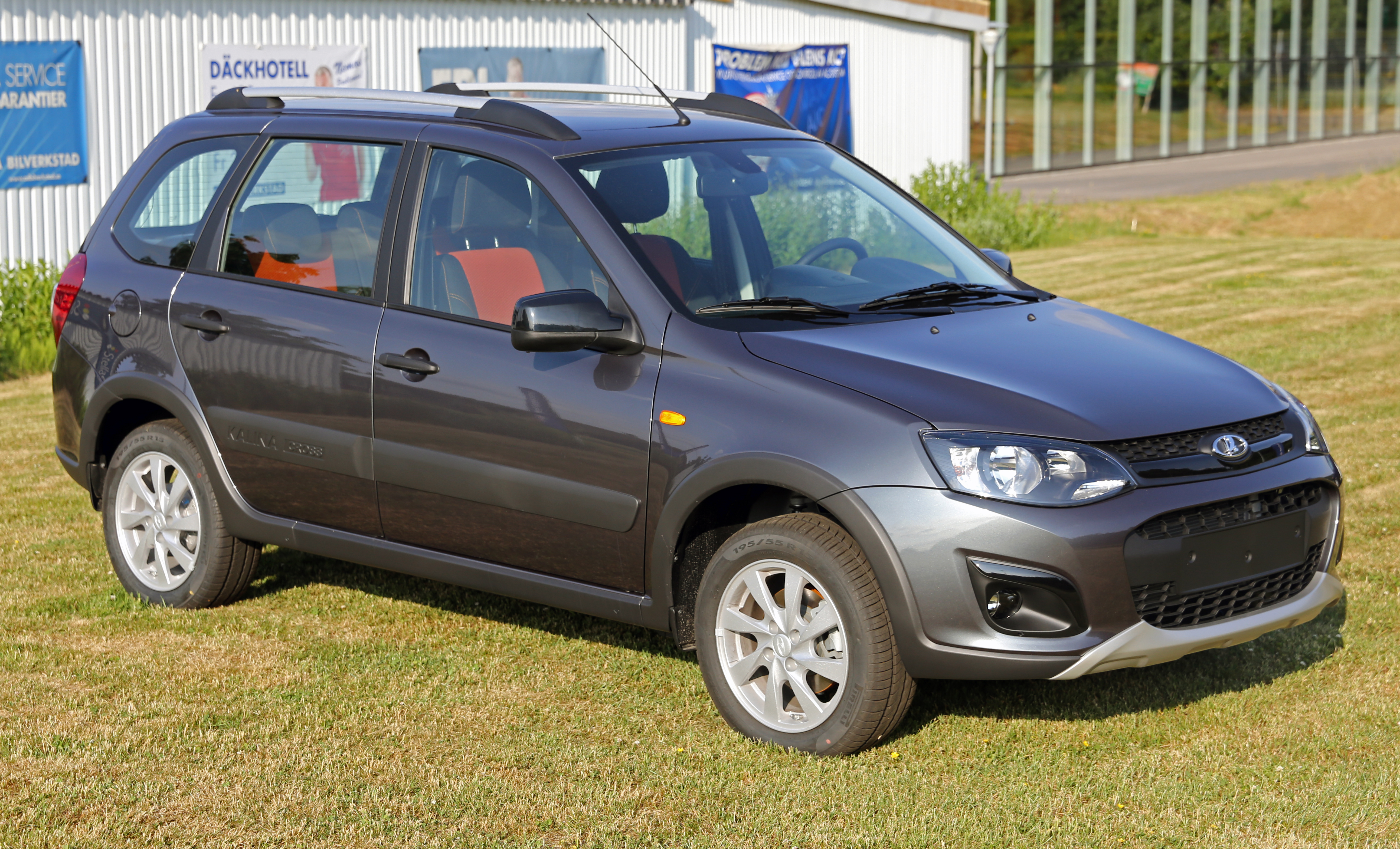
LADA Kalina Cross (2014-2018)

### Описание автомобиля
Рулевое управление и подвеска, несмотря на модернизацию стоек передней подвески с бочкообразными пружинами, в целом, её схема с прямыми коваными рычагами и упирающимися в них диагональными реактивными тягами (именуемыми растяжками) вместо современных L-образных рычагов на сегодняшний день представляется устаревшей, конструкция имеет унификацию со всем семейством построенного на данной со платформе. Двигатель автомобиля Lada Kalina рассчитан на бензин с октановым числом 95.
Модели семейства комплектовались 13- или 14-дюймовыми колёсами на штампованных дисках или 14-дюймовыми легкосплавными.Lada Kalina Cross и Lada Kalina Sport с двигателем объёмом 1,6 литра комплектуется колёсами с легкосплавными дисками 15".

### Kalina Sport
Вторая серия спортивного хетчбэка появилась вместе со сменой внешности основной модели, выпускалась с лета 2014 года, старт продаж начался — 6 августа 2014 года. Следующим шагом стал дебют в 2015 году ещё более экстремальной версии — LADA Kalina NFR, под капотом которого разместился форсированный 136-сильный силовой агрегат. Уровень изменений в ходовой части оказался рекордно большим, так, спереди появился мощный стальной подрамник с треугольными рычагами подвески, отсутствующий у базовой LADA Kalina, целый ряд деталей был использован от французского хетчбэка Renault Mégane, включая усиленные ШРУСы, ступицы, тормозные диски. В 2016 году начал серийно устанавливаться самоблокирующийся дифференциал повышенного трения. О качестве доводки Kalina NFR наглядно говорит такой факт: на испытаниях издания Авторевю на модели удалось установить абсолютный рекорд скорости на манёвре «переставка» для автомобиля без системы стабилизации (82 км/ч). LADA Sport каждую из своих серийных моделей запускает в автоспорт, и раллийная версия «Калины NFR» в 2016 году стала первой новой вазовской машиной, зарегистрированной в балтийских странах за последние много лет.
В 2016 году на LADA Sport началась сборка «Калины» серии Drive Active. Она получила все элементы стайлинга от версии Sport, а также спортивную подвеску, но двигатель и КПП оставались серийными. Производство серийных LADA Kalina Sport завершилось в 2018 году.

## Модели

### Первое поколение
- LADA Kalina седан (1118) базовая модель, выпускавшаяся с 18 ноября 2004 года по март 2009 года, выпуск был возобновлён с сентября 2009. 1 мая 2011 года выпуск этой модели прекращён полностью.
- LADA Kalina хетчбэк (1119) — выпускалась с конца 2006 года по 1 марта 2013 г.
  - LADA Kalina Sport (11196) — спортивная версия Lada 1119, выпускается с середины 2008 года по 1 марта 2013 г.
- LADA Kalina универсал (1117) — выпускался с 26 декабря 2007 года по 1 июня 2013 г.

### Второе поколение
- LADA Kalina универсал (2194) — выпускался с 16 мая 2013 года, старт продаж-осень 2013 года.
  - LADA Kalina Cross — выпускался с 18 августа 2014 года[32], старт продаж — 7 декабря 2014 года[33].
- LADA Kalina хетчбэк (2192) — выпускался с 16 мая 2013 года, старт продаж — 1 июля 2013 года[34].
  - LADA Kalina Sport — выпускался с лета 2014 года, старт продаж — 6 августа 2014 года[35].

## Фотогалерея

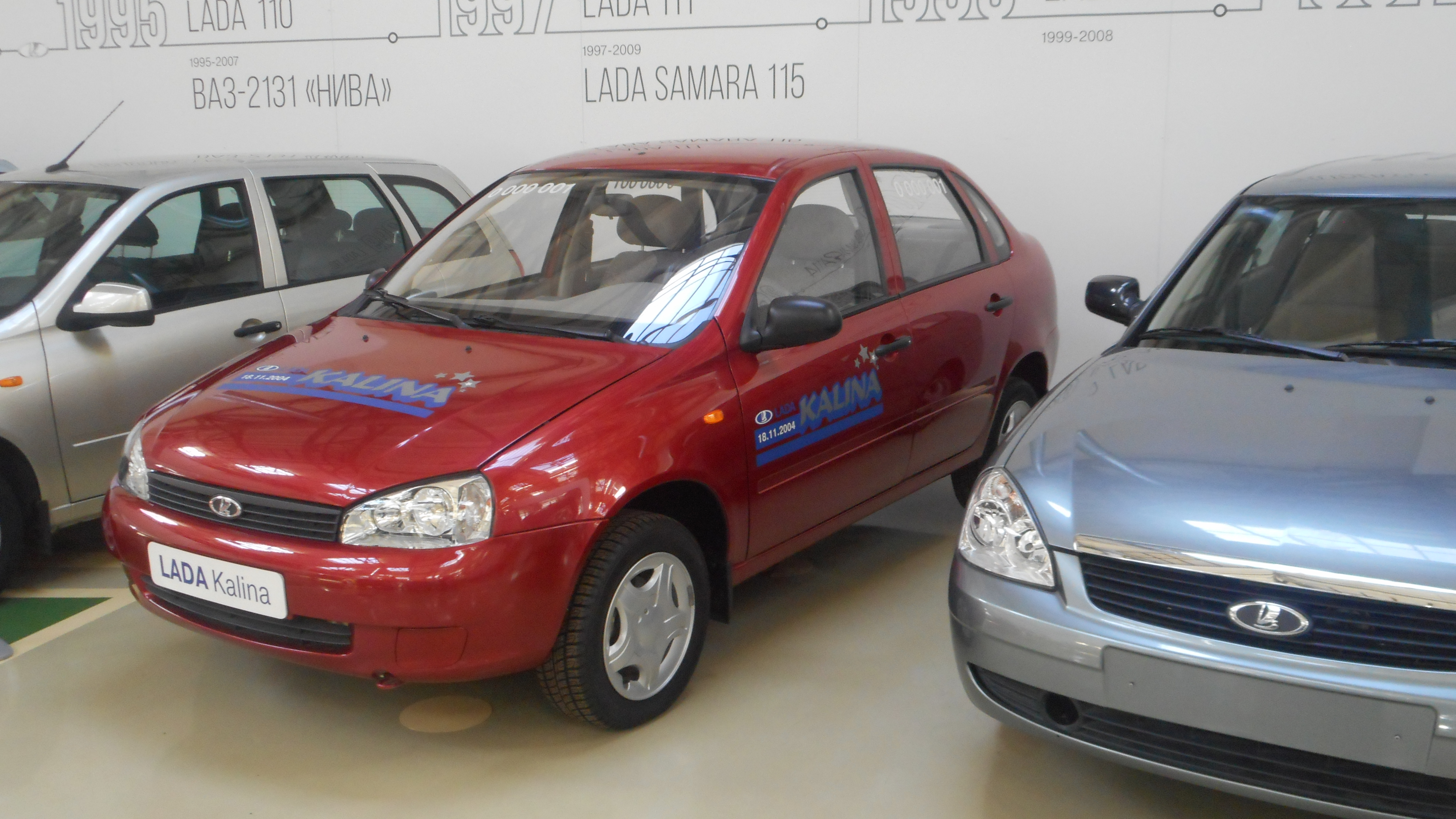
Первая Lada Kalina, музей истории ВАЗа
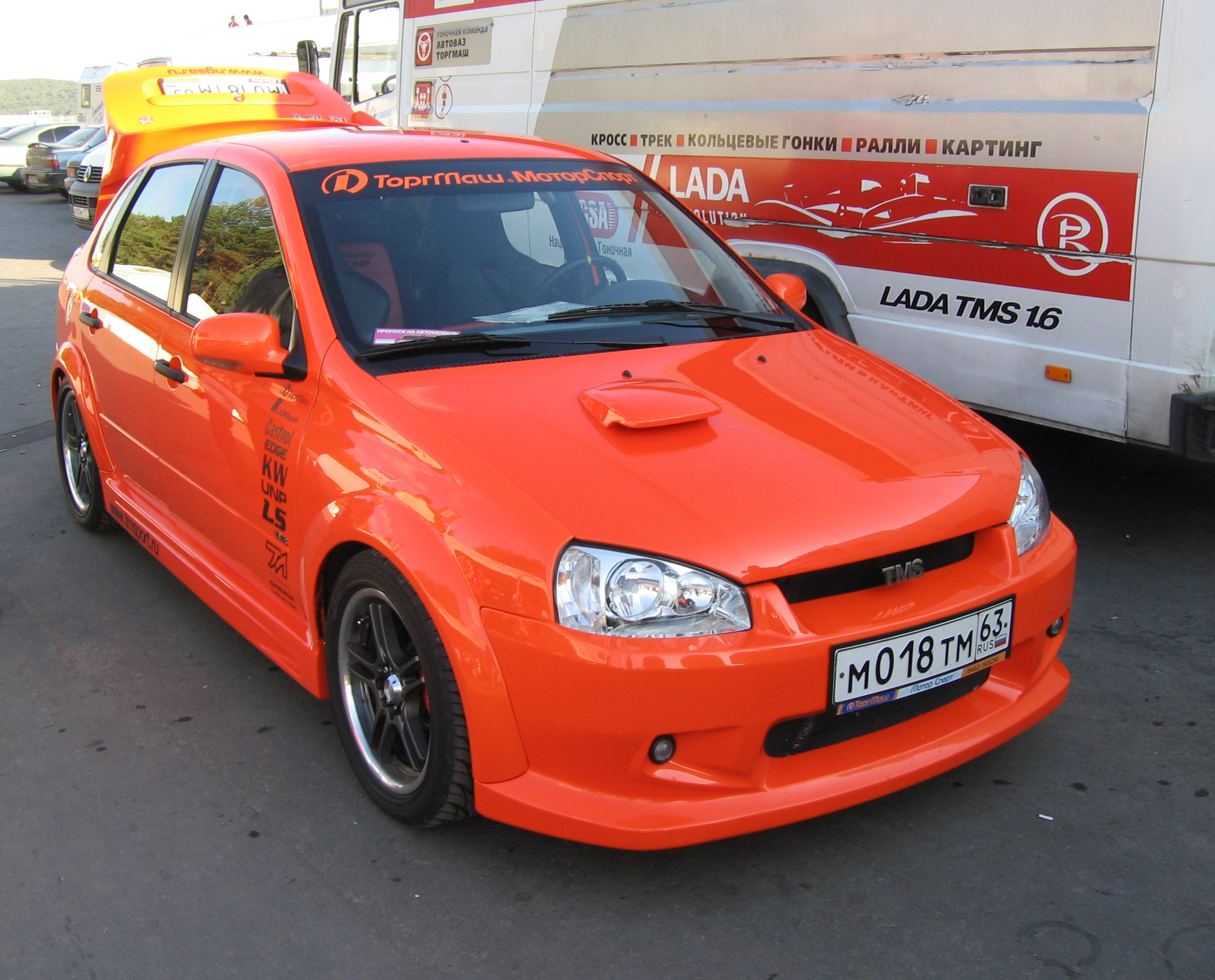
LADA Kalina с аэродинамическим обвесом
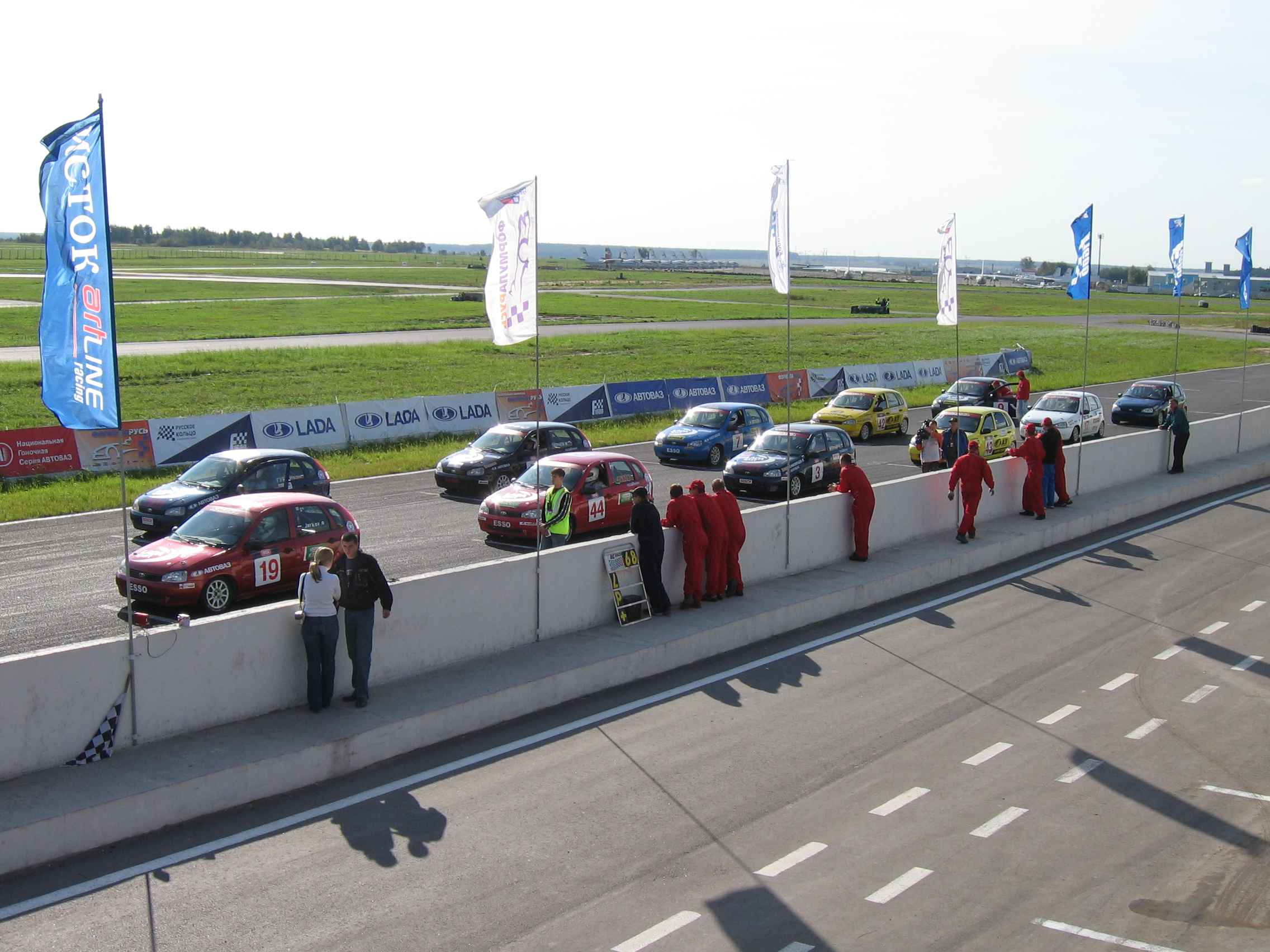
Перед заездом кубка LADA Kalina на автодроме Московское кольцо
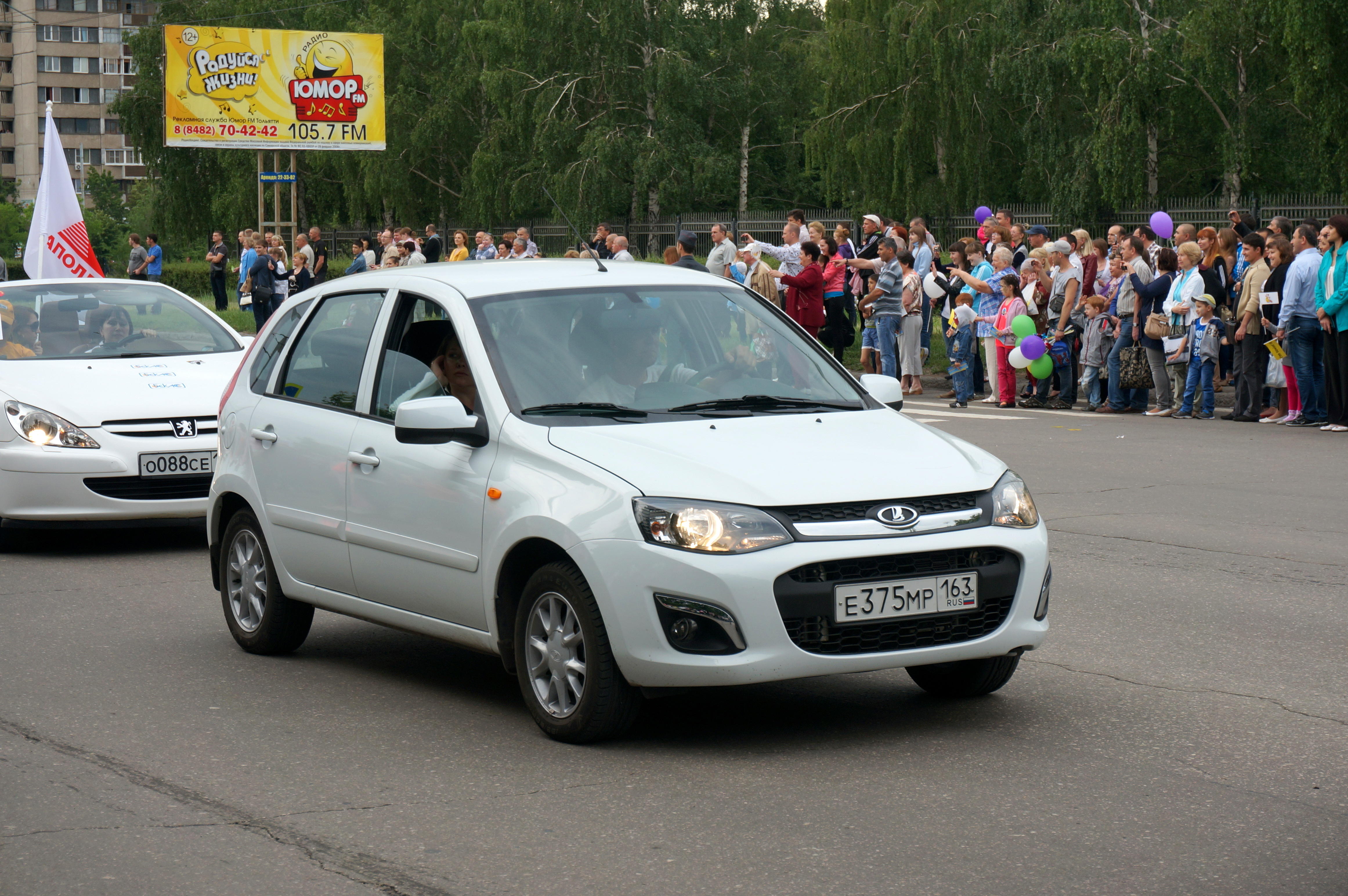
LADA Kalina 2 хетчбэк
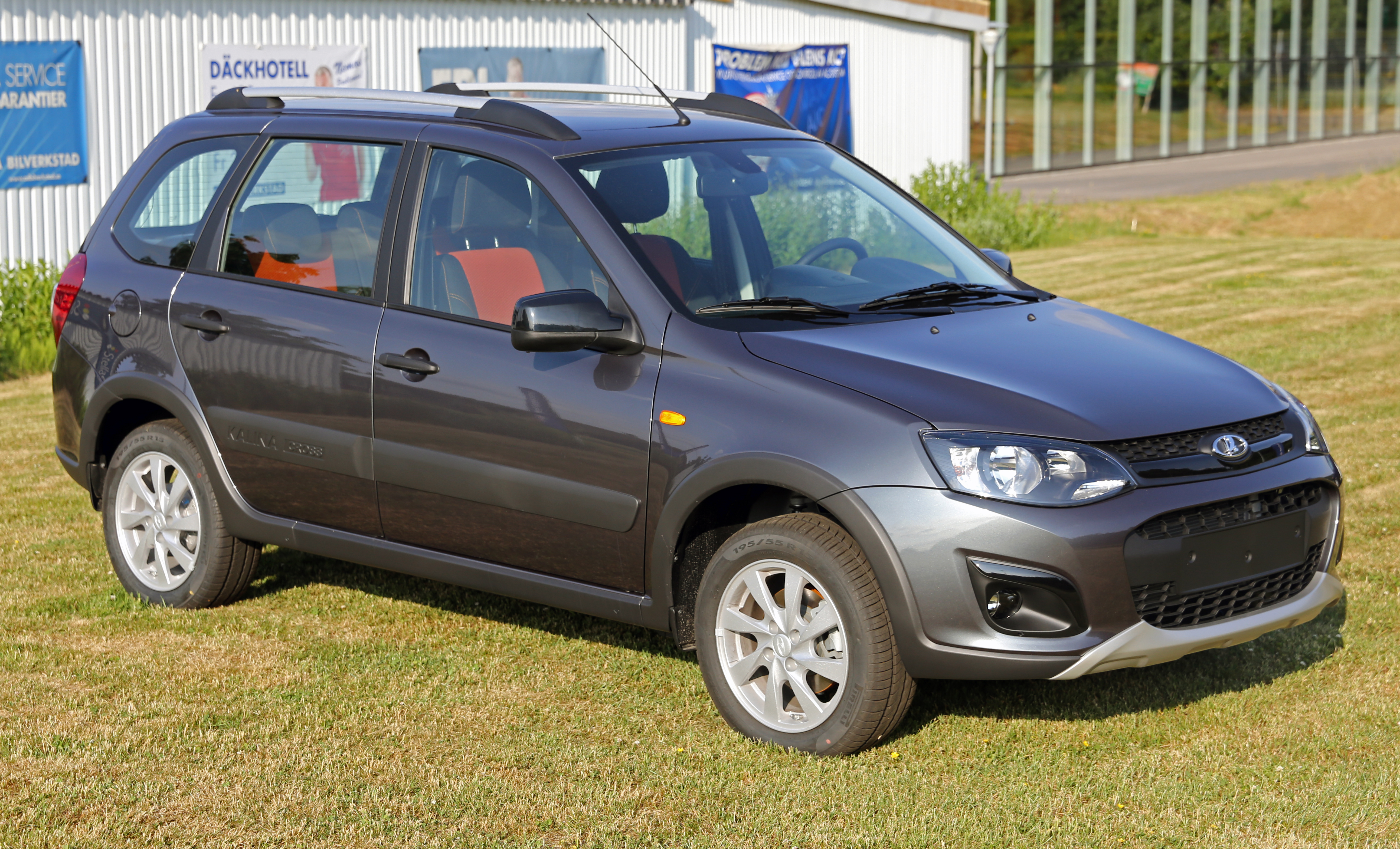
Универсал LADA Kalina Cross
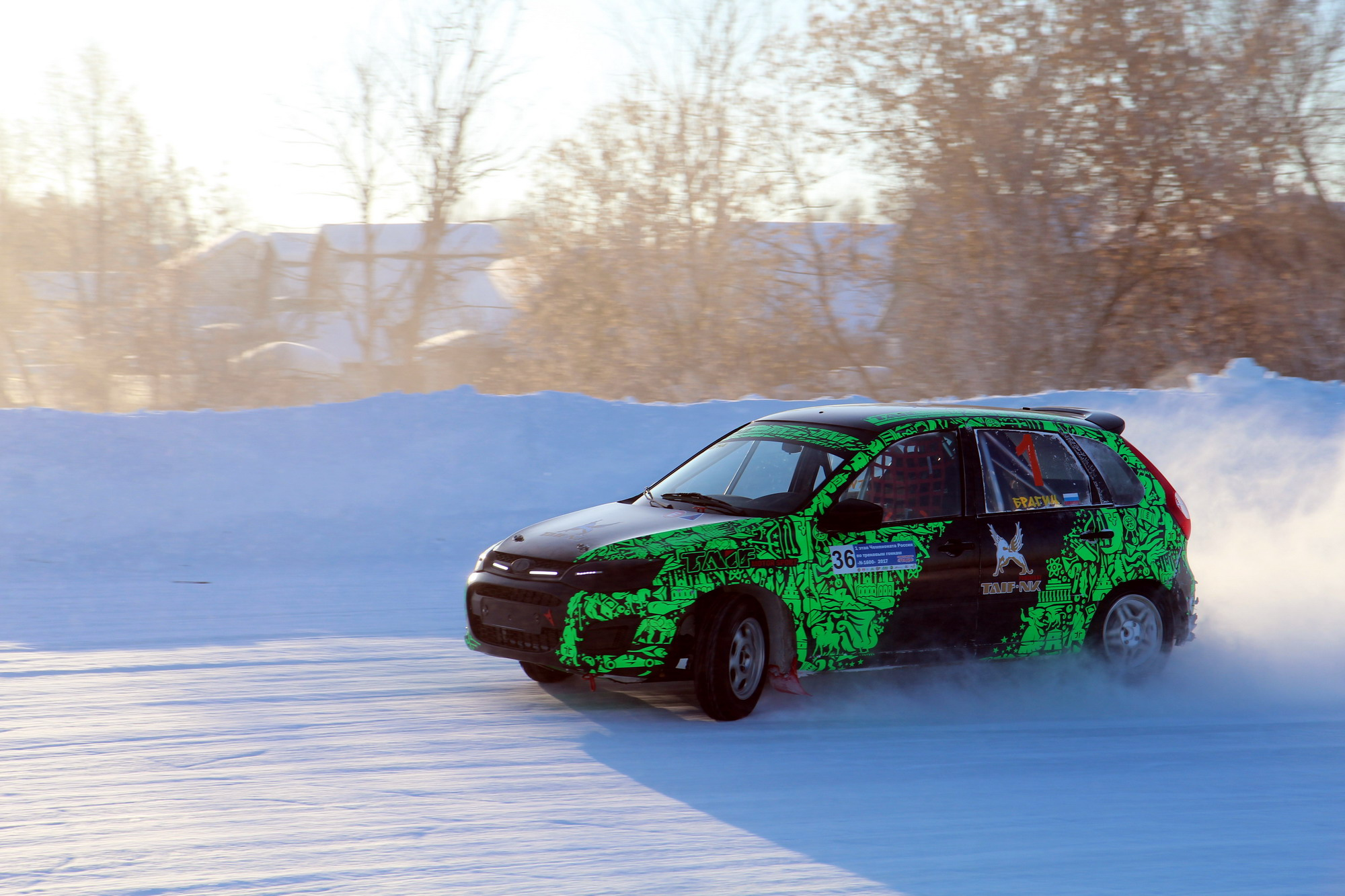
Lada Kalina NFR на трассе зимних трековых гонок
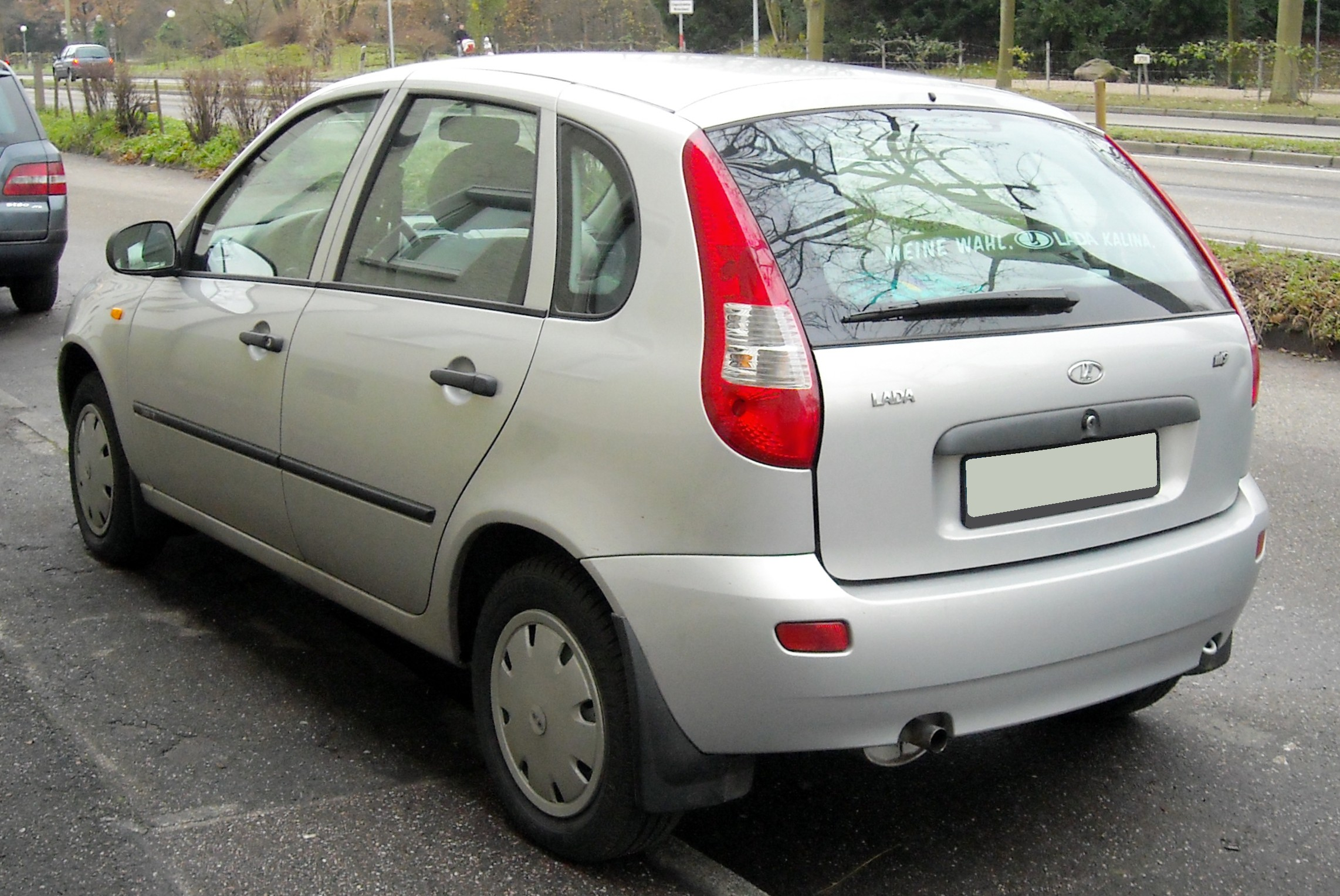

## Вавтоспорте

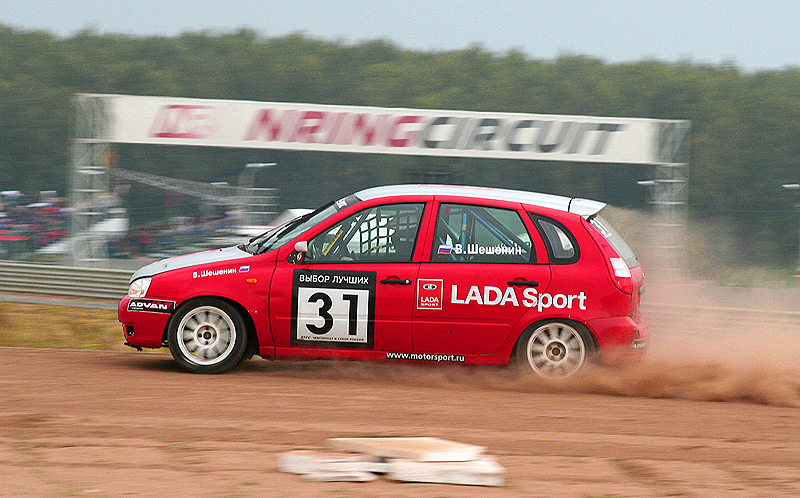
Lada Kalina RTCC

В 2005—2011 годах постоянный участник класса «Национальный» и «Туринг лайт» Российской гоночной серии RTCC.

## Факты
- Торговая марка «Лада-Калина», со слов президента «АвтоВАЗа» Бориса Алёшина, в марте 2009 года стала третьей по продаваемости в Германии среди иностранных брендов[36].
- «Калина» стала самым продаваемым автомобилем в России в 2011 году.
- В тесте, проведённом редакцией газеты «Авторевю», степень защиты водителя и пассажиров при фронтальном ударе автомобиля ВАЗ-11183 «Лада-Калина» (без подушек безопасности и преднатяжителей ремней) составила только 35 % (5,6 из 16)[37].
- В тесте, проведённом редакцией газеты «Авторевю», степень защиты водителя и пассажиров при фронтальном ударе автомобиля Лада Калина 2 Люкс составило 10,1, что соответствует 3 звездам из 4 ARCAP[38]